# Ben Bussey
Ben Bussey er en amerikansk astronom, der er ekspert i planeternes geologi.
Bussey er uddannet på blandt andet University College London i England og University of Hawaii. Han har siden beskæftiget sig med meteoritter (bl.a. deltaget i en ekspedition til Antarktis for at indsamle meteoritter) og blandt andet været ansat på European Space Agency, inden han blev ansat som seniorforsker på Johns Hopkins University.
Han har blandt andet beskæftiget sig med overfladestrukturen af planeterne, og han har været med til at udarbejde et atlas over Månen baseret på billeder fra Clementine-missionen. Hans interesse her er særligt Månens poler, hvor han ved at nærstudere kratere prøver at finde mulige steder, hvor der kan findes brint.